# 文化中心
文化中心是一種以文化為主題的建築物，以推廣文化藝術為目的，內有設備舉辦各種文化藝術活動，如音樂廳及劇院等。

## 各地的文化中心

### 中華民國
- 國家兩廳院
- 衛武營國家藝術文化中心
- 基隆文化中心
- 新北市立新北藝文中心
- 新北市立新莊文化藝術中心
- 桃園市桃園展演中心
- 桃園市中壢藝術館
- 新竹市政府文化局
- 新竹縣政府文化局
- 臺中市大墩文化中心
- 臺中市屯區藝文中心
- 臺中市港區藝術中心
- 臺中市葫蘆墩文化中心
- 臺南市立臺南文化中心
- 臺南市立新營文化中心
- 臺南市立台江文化中心
- 臺南市立歸仁文化中心
- 高雄市大東文化藝術中心
- 高雄市立文化中心
- 高雄市岡山文化中心

### 香港
- 香港文化中心
- 東九文化中心
- 西九文化區
- 新界東文化中心（擬建）

### 澳門
- 文化中心廣場
- 澳門文化中心

### 中華人民共和國
- 賀龍體育文化中心
- 梅赛德斯-奔驰文化中心
- 天津市文化中心

### 新加坡
- 新加坡中国文化中心（中华文化）
- 新加坡华族文化中心（中华文化）
- 新加坡净宗学会（佛教淨土宗文化）

### 西班牙
- 奧斯卡·尼邁耶國際文化中心

### 維德角
- 國家藝術、工藝與設計中心